# Маревое масло
Маревое масло, хеноподиевое масло (Oleum Chenopodii) — смесь эфирных масел, получаемых из верхушек растений мари амброзиевидной, собранных в фазе плодоношения.
Содержит ряд веществ, среди которых аскаридол (более 60 %), парацимол, лимонен, терпинен и некоторые другие.
На вид прозрачная подвижная жидкость, цвет меняется от светло-золотистого до буровато-жёлтого, обладает неприятным запахом и жгучим, горько-пряным вкусом.
Обладает антигельминтными свойствами. Действие обусловлено прежде всего аскаридолом, который сперва вызывает возбуждение, а впоследствии оглушение с последующим обездвиживанием гельминтов (аскарид, анкилостом, оксиурид). Масло губительно воздействует на гельминтов, как в половозрелой форме, так и на их личинки.
Препарат токсичен для животных.
После резорбции маревое масло способно вызвать токсические проявления, которые выражаются в угнетении центральной нервной системы, замедлении работы сердца, ослаблении дыхания, что в результате остановки последнего может привести к смерти.
Местное действие проявляется в раздражении слизистых оболочек, способно провоцировать рвоту.
Применяют масло прежде всего для борьбы с гельминтами, при аскаридозах и анкилостомозах.
Дозировки в ветеринарии:
- лошади 4—12 мл
- собаки 0,05—0,5 мл
- лисицы (смеси с касторовым маслом при отношении 1 к 30) в возрасте от 20 дней до полутора месяцев 1 мл смеси, до трех месяцев 1—3 мл

В розничную продажу поступает во флаконах из оранжевого стекла.
Хранение осуществляется с предосторожностью (список Б), в хорошо закупоренной стеклянной таре, в прохладных, хорошо защищенных от света местах.